# Velocette

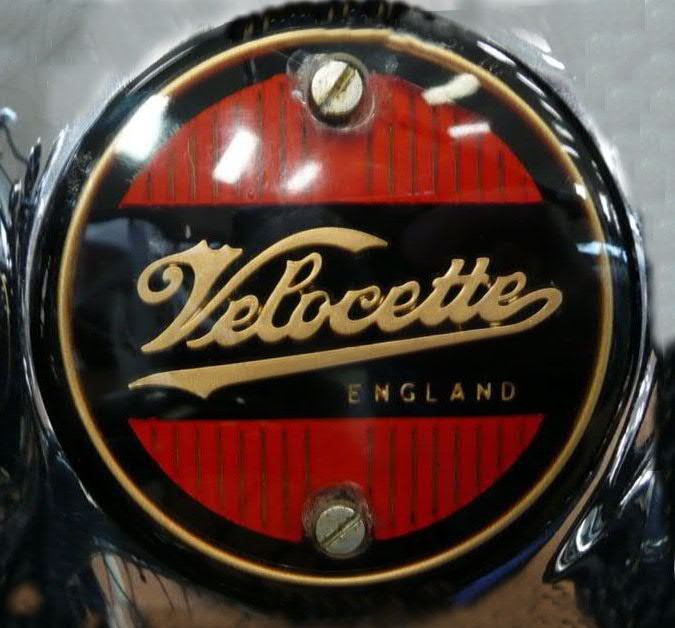
Velocette-Logo

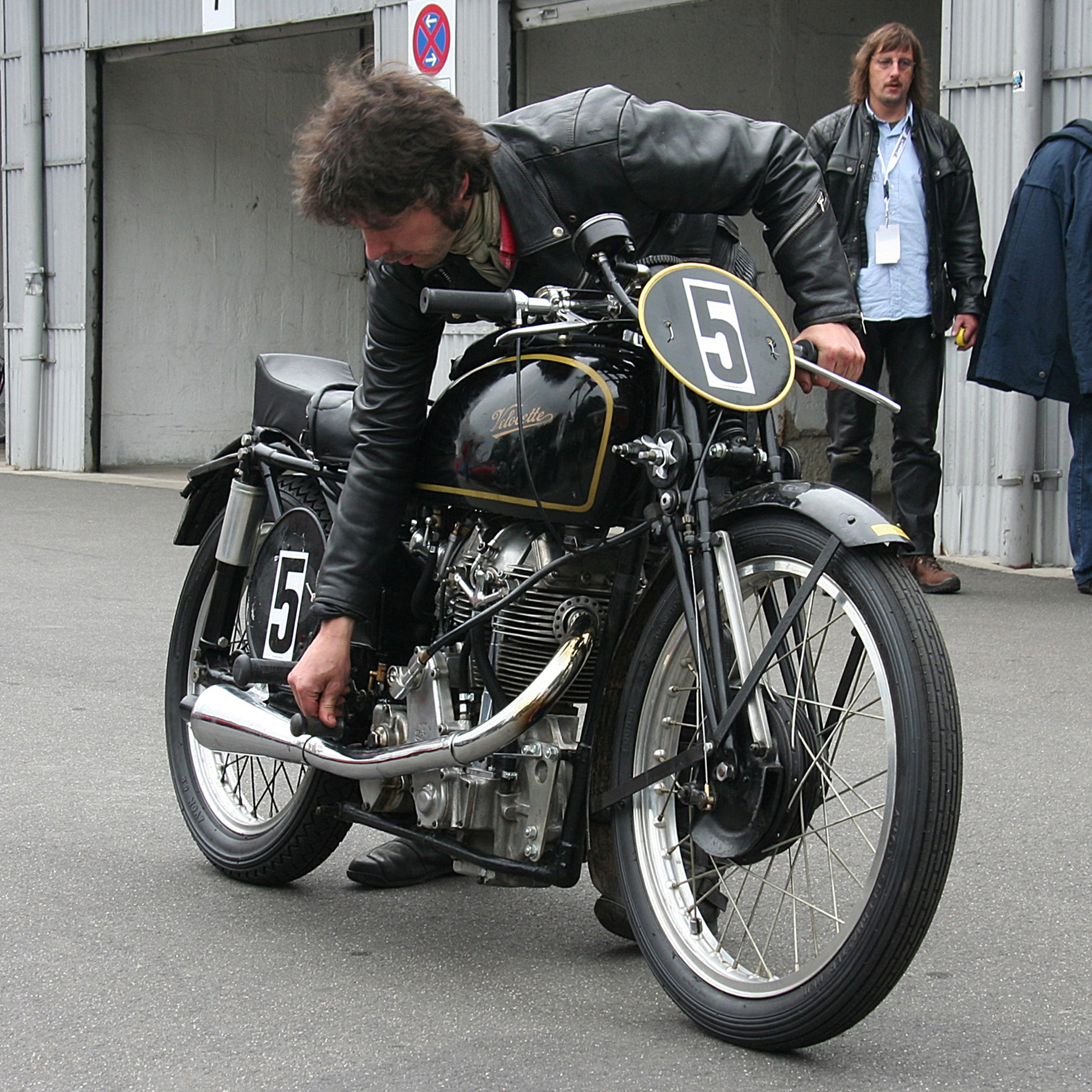
Velocette-KTT-Mk-8-Rennmaschine, 350 cm³, Baujahr 1939, beim Oldtimer Festival des DAMC 05 im alten Fahrerlager des Nürburgrings

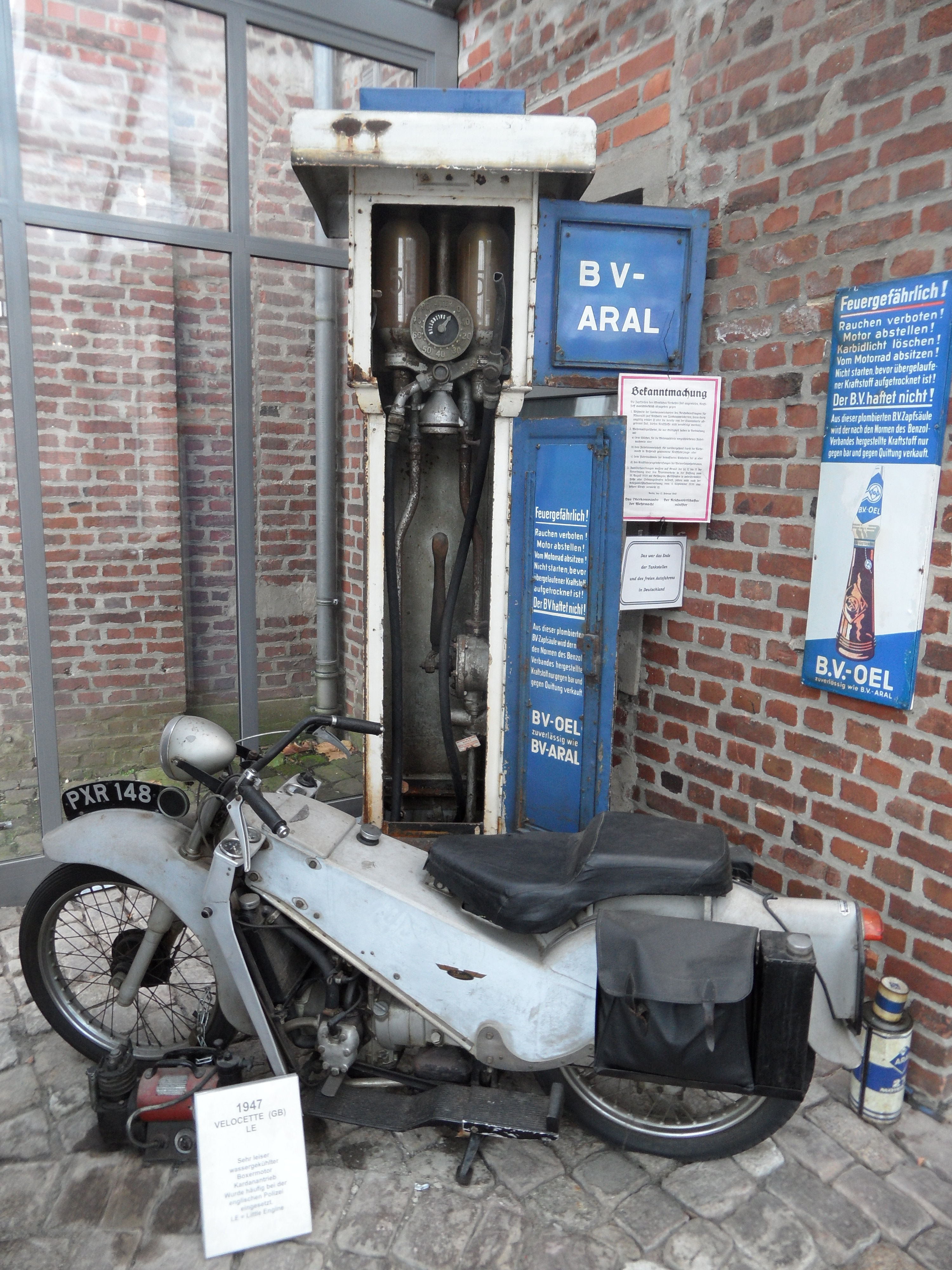
Velocette LE mit wassergekühltem Boxermotor, Baujahr 1947, Melle

Velocette war eine berühmte und renn-erfolgreiche englische Motorrad-Marke. Die Motorräder wurden von der Veloce Ltd. mit Sitz in Birmingham gefertigt. Das Unternehmen befand sich lange Zeit im Vorort Hall Green in der York Road.

## Geschichte
Wurzel des Unternehmens war die 1901 gegründete Taylor, Gue Ltd. mit Sitz in London. Taylor, Gue vertrieb Motorräder von Ormonde und der belgischen Kelecom Comp. 1904 wurden erstmals Veloce-Motorräder angeboten, die wahrscheinlich bereits von John Goodman hergestellt wurden. Goodman war deutscher Abstammung und hieß ursprünglich Johannes Gütgemann. Goodmans Unternehmen nannte sich Six Ways, firmierte aber dann bald als Veloce Ltd. Er vertrieb seine Produkte unter dem Namen VMC bald selbst. Man fertigte Einzylinder-Modelle mit 206 cm³ Hubraum sowohl in Zwei- als auch in Viertaktausführung. Nach dem Tod John Goodmans übernahmen seine Söhne Percy und Eugène das Werk, eine Tochter übernahm den Bereich Finanzen, während ihr Mann George Denley den Vertrieb übernahm. Die Entwicklung wurde von dem Rennfahrer Harold Willis übernommen, Bob Burgess übernahm die Leitung der Serviceabteilung.
Velocette war zunächst auf Zweitakter mit Hubräumen bis 250 cm³ spezialisiert, dann gab es Viertakt-Einzylinder mit bis zu 500 cm³. Auch Zweizylinder-Motorräder in Boxer-Anordnung mit nur 200 cm³, die Velocette LE, wurden lange Zeit hergestellt. Sehr bekannt und heutzutage begehrt sind die späten 500er Sportmodelle wie z. B. die Velocette Venom „Thruxton“.
1971 schloss das Unternehmen.

## Motorradrennsport

### Motorrad-Weltmeisterschaft
Insgesamt konnte Velocette zwei Fahrer- und zwei Konstrukteursweltmeistertitel in der Motorrad-Weltmeisterschaft einfahren.
 Freddie Frith (1)
- Weltmeister in der 350-cm³-Klasse: 1949

 Bob Foster (1)
- Weltmeister in der 350-cm³-Klasse: 1950

### Motorrad-Europameisterschaft
In der Motorrad-Europameisterschaft gelangen dem Hersteller fünf Fahrertitel.
 Freddie Hicks (1)
- Europameister in der 350-cm³-Gespann-Klasse: 1929

 Wal Handley (1)
- Europameister in der 350-cm³-Klasse: 1935

 Ted Mellors (1)
- Europameister in der 350-cm³-Klasse: 1938

 Fergus Anderson (1)
- Europameister in der 350-cm³-Klasse: 1947

 Freddie Frith (1)
- Europameister in der 350-cm³-Klasse: 1948

## Automobilbau
1904 stellte das Unternehmen einige dreirädrige Automobile her. Als Motoren wurden Einbaumotoren anderer Hersteller verwendet. Die Markennamen lauteten Gue und Taylor.
1908 kündigte das Unternehmen erneut die Produktion von Automobilen an. Der Markenname war nun Veloce. Im Angebot standen die Modelle 18/24 HP und 24/26 HP. Selbst entwickelte Vierzylindermotoren waren vorne im Fahrzeug montiert und trieben über eine Kardanwelle die Hinterachse an. Auffallend waren die große Bodenfreiheit und ein großer Kühler. Von beiden Modellen zusammen entstand lediglich ein Exemplar, und zwar entweder vom kleineren oder vom größeren Modell.